# Mars 1M

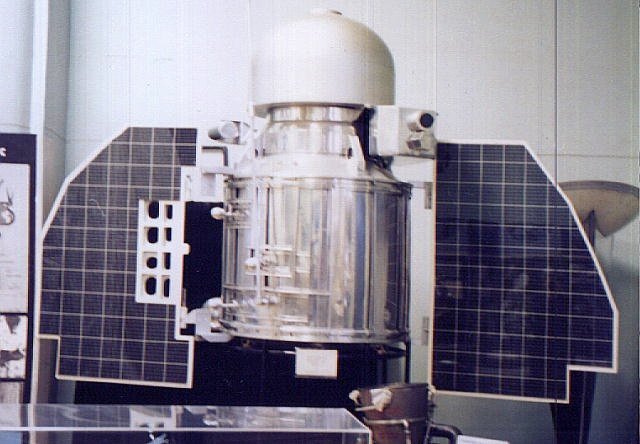
Nau espacial Mars 1M

Mars 1M va ser una sèrie de dues naus espacials no tripulades que es van utilitzar en la primeres missions soviètiques per explorar Mart. Van ser les primeres missions del programa Mars. Els mitjans occidentals van anomenar la nau espacial "Marsnik", un mot creuat de Mars i Spútnik.

## Naus
Mars 1M No.1, conegut a l'oest com a Marsnik 1, Mars 1960A i Korabl 4, va ser destruït en un error de llançament el 10 d'octubre de 1960. El 1962, l'Administrador de la NASA James E. Webb va informar al Congrés dels Estats Units que la NASA creia que la missió era un intent de sonda de sobrevol de Mart. Alguns científics soviètics implicats amb el programa en aquell moment van declarar el desconeixement d'aquesta missió, afirmant que només el segon llançament va ser una missió de Mars intencionada. No obstant, V. G. Perminov, el principal dissenyador de la nau espacial planetària a l'oficina de disseny de Lavochkin, afirma que aquesta missió estava destinada efectivament per a Mart i era idèntica a la missió posterior.
Mars 1M No.2, conegut a l'oest com a Marsnik 2, Korabl 5 i Mars 1960B, va ser llançat el 14 d'octubre de 1960.
Ambdues naus espacials Mars 1M van ser llançades en coets Molniya. La tercera etapa no provada no va funcionar bé en ambdós vols com la cavitació en les línies de combustible va impedir que els motors desenvolupessin un empenta adequada i, com a resultat, ni les naus van aconseguir la seva òrbita d'estacionament geocèntrica inicial. La Mars 1M No.2 va arribar a una altitud de 120 km abans de la reentrada.
El primer ministre soviètic Nikita Khrusxov havia planejat portar les maquetes de les sondes de Mart per exhibir-les en la seva visita a l'ONU aquell mes, però a mesura que els dos llançaments van fracassar, es van quedar embalats.